# Bothriurus pora
Espèce
Bothriurus pora est une espèce de scorpions de la famille des Bothriuridae.

## Distribution
Cette espèce est endémique du Mato Grosso do Sul au Brésil. Elle se rencontre vers Ponta Porã.

## Description
Le mâle holotype mesure 38,11 mm.

## Étymologie
Son nom d'espèce lui a été donné en référence au lieu de sa découverte, Ponta Porã.

## Publication originale
- Mattoni & Acosta, 2005 : A new species of Bothriurus from Brazil (Scorpiones, Bothriuridae). Journal of Arachnology, vol. 33, no 3, p. 735-744 (texte intégral).